# Pere Santamaria i Solé
Pere Santamaria i Solé (Torà de Riubregós, 22 de setembre de 1909 - Gironella, 23 de juliol de 1936) fou un mossèn, vicari de la parròquia de Santa Eulàlia de Gironella quan fou mort i esdevingué màrtir durant la Guerra Civil Espanyola.

## Vida
Pere Santamaria va néixer a Torà de Riubregós i va estudiar al Seminari de Solsona. Fou ordenat sacerdot pel Bisbe Valentí Comellas i Santamaria el 13 de juny del 1935. En la seva ordenació va escollir de portar la casulla vermella, color que representava el martiri, ja que des del 1931 es practicava la persecució religiosa a Catalunya, en una mesura particular al Bisbat de Solsona, on el 6 d'octubre del 1934 s'havia assassinat el rector de Navàs, Josep Morta i Soler.
L'agost de 1935 en Pere Santamaria fou nomenat vicari de la parròquia de Vilada i a l'abril de 1936 de la parròquia de Santa Eulàlia de Gironella. Fou consiliari de la Federació de Joves Cristians de Catalunya de Gironella.

## Martiri
Després que es produís l'aixecament del General Franco, en Pere Santamaria es va refugiar a cal Rovira, el forner de la plaça de l'església. El 22 de juliol es va trobar amb el mossèn Ramon Armengou de Berga, un grup de pares franciscans de Berga i altres religiosos, al monestir de Sant Pere de la Portella, pensant que fugint uns quants dies es calmaria la situació i no patirien la persecució. El 31 de juliol un grup de milicians de Gironella i de Berga van anar a la Portella on van detenir aquests dos mossens i quatre pares franciscans i els van tancar a la capella de la casa de Farreres d'Olvan abans d'assassinar-los juntament amb dos seglars gironellencs al mur del cementiri de Gironella.